# Las Mesas (Guerrero)
Las Mesas es una localidad del estado mexicano de Guerrero. Es parte del municipio de San Marcos.

## Demografía
| Gráfica de evolución demográfica |
|                                  |

| Censo | Población |
| ----- | --------- |
| 1900  | 481       |
| 1910  | 680       |
| 1921  | 777       |
| 1930  | 1 036     |
| 1940  | 1 346     |
| 1950  | 1 617     |
| 1960  | 1 840     |
| 1970  | 2 456     |
| 1980  | 2 787     |
| 1990  | 2 611     |
| 2000  | 2 677     |
| 2010  | 2 692     |
| 2020  | 2 803     |